# انجمن جهانی باغ‌وحش‌ها و آکواریوم‌ها
انجمن جهانی باغ‌وحش‌ها و آکواریوم‌ها (انگلیسی: World Association of Zoos and Aquariums) (به اختصار: WAZA) سازمانی چتری برای عموم باغ‌وحش‌ها و آکواریوم‌های جهان است. ماموریت آن رهبری و حمایت از باغ‌وحش‌ها، آکواریوم‌ها و سازمان‌های شریک در مراقبت از حیوانات، حفاظت از تنوع زیستی، آموزش زیست محیطی تا پایداری جهانی را فراهم کند.

سازمان در گلان، سوئیس قرار دارد.

## تاریخچه
پس از یک اتحادیه بین‌المللی مدیران باغ‌های زیستی (IUDZG) که در سال ۱۹۳۵ در بازل سوئیس تأسیس شد، در دوران جنگ جهانی دوم متوقف شد؛ یک اتحادیه جدید در روتردام در سال ۱۹۴۶ توسط گروهی از مدیران باغ‌وحش از کشورهای متفقین  تأسیس شد. در سال ۱۹۵۰، اتحادیه بین‌المللی مدیران باغ‌های زیستی به عنوان یک سازمان جهانی در اتحادیه بین‌المللی حفاظت از طبیعت عضو شد. اتحادیه بین‌المللی مدیران باغ‌های زیستی در سال ۱۹۹۱ یک نام جدید تحت عنوان سازمان باغ‌وحش جهانی را به تصویب رساند و قوانین عضویت آن را به تصویب انجمن‌های منطقه‌ای باغ‌وحش تبدیل کرد. در سال ۲۰۰۰ اتحادیه بین‌المللی مدیران باغ‌های زیستی به عنوان انجمن جهانی باغ‌وحش‌ها و آکواریوم‌ها نامگذاری شد تا منعکس کننده یک موسسه مدرن با همکاری در سطح جهانی، ایجاد رویکرد تعاملی به نیازهای مشترک، مقابله با مسائل رایج، به اشتراک گذاشتن اطلاعات و دانش و نشان دادن این جامعه در سایر سازمان‌های بین‌المللی نظیر اتحادیه بین‌المللی حفاظت از طبیعت یا در کنفرانس‌های طرفین کنوانسیون‌های جهانی مانند سایتس(کنوانسیون تجارت بین‌المللی گونه‌های باقی مانده از جانوران و جانوران وحشی)، (کنوانسیون تنوع زیستی) یا (کنوانسیون بن) باشد.

## سازمان
اعضای انجمن جهانی باغ‌وحش‌ها و آکواریوم‌ها شامل باغ‌وحش‌ها و آکواریوم‌ها و انجمنهای منطقه‌ای و ملی باغ‌وحش‌ها و آکواریوم‌ها و نیز برخی از سازمان‌های وابسته مانند دامپزشکان باغ‌وحش یا مربیان باغ‌وحش از سراسر جهان می‌باشند. آنها برای محافظت با هم متحد هستند.

اعضای نهادی انجمن جهانی باغ‌وحش‌ها و آکواریوم‌ها شامل بیش از ۲۵۰ باغ‌وحش و آکواریوم و همچنین حدود ۲۵ انجمن منطقه‌ای است. علاوه بر این حدود ۱٬۳۰۰ باغ وحش به انجمن جهانی باغ‌وحش‌ها و آکواریوم‌ها از طریق عضو شدن در یکی از اعضای انجمن منطقه‌ای یا ملی پیوند دارند و هر سال بیش از ۷۰۰ میلیون نفر از این امکانات استفاده می‌کنند.
تمام اعضای شبکه انجمن جهانی باغ‌وحش‌ها و آکواریوم‌ها موظف به رعایت «قانون اخلاق و رفاه حیوانات انجمن جهانی باغ‌وحش‌ها و آکواریوم‌ها» هستند که توسط انجمن جهانی باغ‌وحش‌ها و آکواریوم‌ها در سال ۲۰۰۳ تصویب شده‌است.

### شبکه
۱٬۳۰۰ هسته باغ‌وحش جهان در انجمن‌های ملی و یا منطقه‌ای باغ‌وحش سازماندهی شده‌است. این انجمن‌ها عبارتند از:
- آفریقا
  - انجمن منطقه‌ای برای همه آفریقا
- آسیا
  - انجمن‌های ملی در: چین، هند، اندونزی، ژاپن، پاکستان، تایلند
  - انجمن منطقه‌ای جنوب شرقی آسیا
  - انجمن منطقه‌ای جنوب آسیا
- استرالیا/اقیانوسیه
  - انجمن منطقه‌ای استرالیا و نیوزیلند
- اروپا
  - انجمن‌های ملی در اتریش، جمهوری چک / اسلواکی، دانمارک، فرانسه، آلمان، مجارستان، ایتالیا، هلند، لهستان، اسپانیا، سوئد، سوئیس، انگلستان
  - انجمن منطقه‌ای برای همه اروپا
- آمریکای لاتین
  - انجمن‌های ملی در برزیل، کلمبیا، گواتمالا، مکزیک، ونزوئلا
  - انجمن منطقه‌ای برای آمریکای مرکزی
  - انجمن منطقه‌ای برای شبه قاره
- آمریکای شمالی
  - انجمن ملی در کانادا
  - انجمن منطقه ای برای شبه قاره: اتحادیه باغ‌وحش‌ها و آکواریوم‌ها

## پشتیبانی از باغ‌وحش‌ها
مطابق سازمان دو مشخصه وجود دارد که همه موسسات شناخته شده به عنوان باغ‌وحش‌ها در آن مشترک هستند:
- باغ‌وحش دارای مجموعه‌هایی هستند که شامل حیوانات وحشی (غیرقانونی) از یک یا چند گونه است که در آن‌ها نگهداری می‌شود تا آن‌ها از طبیعت دیدن و مطالعه کنند.
- باغ‌وحش‌ها حداقل بخشی از این مجموعه را برای عموم برای بخش قابل توجهی از سال را نمایش می‌دهند.